# Emanuel Perathoner
Emanuel Perathoner (ur. 12 maja 1986 w Bolzano) – włoski snowboardzista, specjalizujący się w snowcrossie.  W zawodach Pucharu Świata zadebiutował 29 stycznia 2003 roku w San Candido, zajmując 14. miejsce w snowcrossie. Tym samym już w swoim debiucie zdobył pierwsze pucharowe punkty. Na podium zawodów tego cyklu po raz pierwszy stanął 22 stycznia 2012 roku w Veysonnaz, kończąc rywalizację w tej konkurencji na trzeciej pozycji. W zawodach tych wyprzedzili go jedynie Nate Holland z USA i Austriak Markus Schairer. Najlepsze wyniki osiągnął w sezonie 2018/2019 i 2019/2020, kiedy to zajmował szóste miejsce w klasyfikacji generalnej snowcrossu. W 2018 roku wystąpił na igrzyskach olimpijskich w Pjongczangu, gdzie zajął 15. miejsce. Był też między innymi trzynasty na rozgrywanych trzy lata później mistrzostwach świata Sierra Nevada. W 2019 roku na mistrzostwach świata w Solitude wywalczył brązowy medal.

## Osiągnięcia

### Igrzyska olimpijskie
| Miejsce | Dzień     | Rok  | Miejscowość | Konkurencja    | Zwycięzca       |
| ------- | --------- | ---- | ----------- | -------------- | --------------- |
| 39.     | 18 lutego | 2014 | Soczi       | Snowboardcross | Pierre Vaultier |
| 15.     | 15 lutego | 2018 | Pjongczang  | Snowboardcross | Pierre Vaultier |

### Mistrzostwa świata
| Miejsce | Dzień       | Rok  | Miejscowość   | Konkurencja              | Zwycięzca         |
| ------- | ----------- | ---- | ------------- | ------------------------ | ----------------- |
| DNS     | 18 stycznia | 2009 | Gangwon       | Snowboardcross           | Markus Schairer   |
| 17.     | 18 stycznia | 2011 | La Molina     | Snowboardcross           | Alex Pullin       |
| 19.     | 26 stycznia | 2013 | Stoneham      | Snowboardcross           | Alex Pullin       |
| 26.     | 16 stycznia | 2015 | Kreischberg   | Snowboardcross           | Luca Matteotti    |
| 13.     | 12 marca    | 2017 | Sierra Nevada | Snowboardcross           | Pierre Vaultier   |
| 14.     | 13 marca    | 2017 | Sierra Nevada | Snowboardcross drużynowy | Stany Zjednoczone |
| 3.      | 1 lutego    | 2019 | Solitude      | Snowboardcross           | Mick Dierdorff    |
| 4.      | 3 lutego    | 2019 | Solitude      | Snowboardcross drużynowy | Stany Zjednoczone |

### Puchar Świata

#### Miejsca w klasyfikacji generalnej
- sezon 2005/2006: 271.
- sezon 2006/2007: 221.
- sezon 2007/2008: 170.
- sezon 2008/2009: 153.
- sezon 2009/2010: 307.
- sezon 2010/2011: 80.
- sezon 2011/2012: 16.
- sezon 2012/2013: 17.
- sezon 2013/2014: 12.
- sezon 2014/2015: 28.
- sezon 2015/2016: 18.
- sezon 2016/2017: 16.
- sezon 2017/2018: 8.
- sezon 2018/2019: 6.
- sezon 2019/2020: 6.

#### Miejsca na podium w zawodach
1. Veysonnaz – 19 stycznia 2012 (snowscoss) – 3. miejsce
2. Cerro Catedral – 9 września 2017 (snowcross) – 2. miejsce
3. La Molina – 3 marca 2018 (snowcross) – 3. miejsce
4. Cervinia – 22 grudnia 2018 (snowcross) – 1. miejsce
5. Cervinia – 21 grudnia 2019 (snowcross) – 2. miejsce